# 路環遊艇停泊區
路環遊艇停泊區位於路環聯生工業村聯生海濱路海旁的遊艇碼頭。與中山合作為遊艇自由行，開拓新停泊區作為新試點。

## 歷史及概況
2015年6月1日，特區公報刊登批示，由該年6月30日起於路環碼頭設立出入境事務站，該站為24小時運作，只容許乘坐遊艇進入或離開澳門特區的人士使用。 當局曾表示，粵澳遊艇自由行試點澳門中山遊艇自由行計劃於年中推行，石排灣碼頭附近、聯生工業邨對開正建設遊艇臨時錨泊點，遊艇上人士需乘坐小艇到路環碼頭上岸。
2016年海事及水務局發出告示，正式把聯生工業區對開海面劃為遊艇停泊區，容許參加粵澳遊艇自由行的粵方遊艇、經局方批准的遊艇展覽或其他遊艇短期停泊。停泊的遊艇船長不得超過25米，吃水在2.5米內。遊艇停泊區同時規定，參加粵澳遊艇自由行的粵方遊艇每次停泊不得超過14天；每12個月的停泊時間不得超過6個月。參加遊艇展覽的遊艇則只能在展覽期間加前後各兩天停泊。
澳門擁有85平方公里的海域管理權，相信已具備客觀條件普及遊艇活動，唯可供遊艇停泊的水位太少。為解決這問題，滙航遊艇決定競投路環區域遊艇停泊業務。有關項目已處施工階段，預計2019年第一季完工，屆時可提供二百個不同類型的遊艇泊位及水上電單車泊位。停舶區內更設置大型船泊維修保養設備，可為不同呎數的遊艇提供各類型的維修保養服務，本地船艇配套服務將趨完善。
2021年5月4日，由南光集團承辦的瓊澳遊艇自由行首航，同時於海南省海口市承辦首屆中國國際消費品博覽會遊艇展，活動意義主要在於海洋探索、海洋探險，有利於宏揚海洋運動及文化，豐富澳門旅遊模式，促進海洋經濟發展。

## 設施
可提供多達200個不同類型的遊艇泊位及水上電單車泊位予澳門居民所使用。另外，停泊區內更設置大型的船泊維修保養設備，可為不同呎數的遊艇提供各類型的維修保養服務，屆時本地的船艇配套服務將趨完善，澳門的船主無需將船隻駛到香港或國內去進行維修保養，大大方便澳門地區的船主。
2024年5月上旬，澳門立法會議員梁鴻細書面質詢澳門海上遊配套設施，保安司表示海事及水務局正協調治安警察局、澳門海關及相關部門推進在各遊艇碼頭設置出入境事務站，並持續完善通關配套措施，以便為遊艇自由行旅客提供更便捷的通關體驗。2024年5月27日，行政長官發布行政命令，設立路環遊艇碼頭出入境事務站，在有需要時運作，並僅供乘坐遊艇進出澳門的人士使用，自命令公布後滿90天生效。

## 活動
- 澳門電動車嘉年華[9]
- 澳門遊艇展，全稱：中國（澳門）國際遊艇進出口博覽會[10][11]

## 外部連結
- 滙航遊艇服務有限公司Facebook專頁
- 海事及水務局 （页面存档备份，存于）